# Rivière Whirlpool

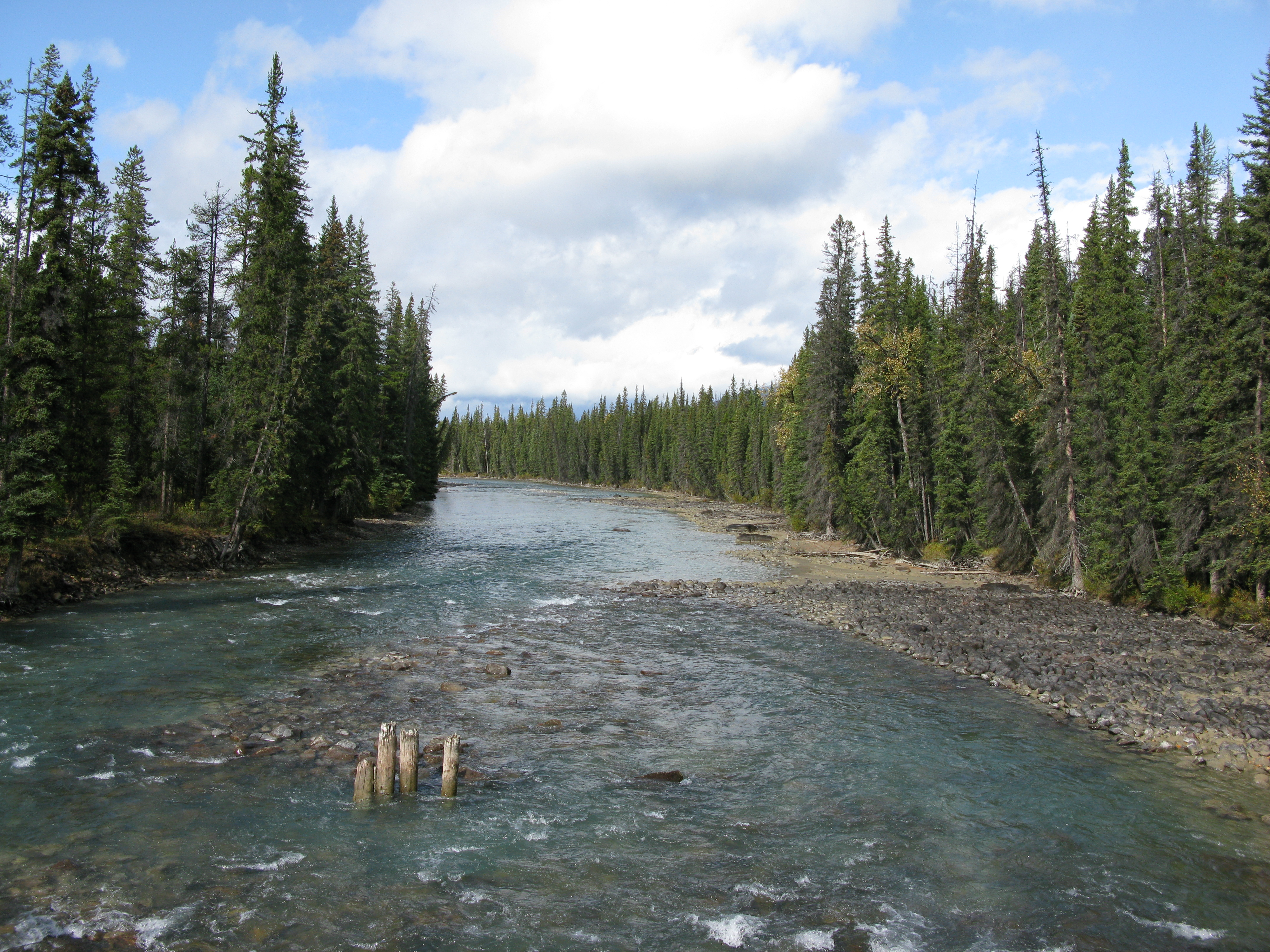
La rivière Whirlpool dans le parc national de Jasper

La rivière Whirlpool (en anglais : Whirlpool River) est une rivière qui coule dans le parc national de Jasper, dans la province d'Alberta, au Canada. Elle est l'un des affluents de la rivière Athabasca.
La rivière Whirlpool se forme dans le col Athabasca, collectant les eaux de fonte ruisselant du Hooker Icefield et du Mount Brown Icefield. Elle coule en direction du nord, collectant les eaux de la rivière Middle Whirlpool avant de passer sous la Alberta Highway 93A et de se déverser dans la rivière Athabasca au sud de Jasper. La Moab Lake Road suit le cours de la rivière Whirlpool près de sa confluence avec la rivière Athabasca. 
La rivière Whirlpool est nommée par Sir James Hector en 1859. Il note la présence de nombreux tourbillons dans la rivière .

## Affluents
- Scott Creek
- Ross Cox Creek
- Middle Whirlpool River
- Divergence Creek
- Simon Creek